# Love Love
 (mai 2023).
Le Love Love est un voilier habitable de 6,60 m, construit par les chantiers Jeanneau.

## Caractéristiques
Souvent attribué à tort à Philippe Harlé qui a dessiné le Sangria dont il reprend des éléments, le Love Love a été dessiné par le bureau d'étude Jeanneau. C'est un petit voilier habitable offrant une bonne habitabilité et un roof généreux fabriqué en sandwich de balsa vaigré en bois. Le capot est grand, il est le même que celui des Sangria et Folie Douce.  
Le Love Love et le Sangria apporteront à Jeanneau une légitimité sur le marché des voiliers habitables
À l'intérieur le bateau possède deux banquettes lit et une couchette double à l'avant, sans cloisons de séparation, et qui abrite un mini WC. De nombreux rangements encadrent les couchettes. La table à carte et la cuisine sont coulissantes.   
Des coffres sont situés sous les deux bancs du cockpit, un troisième situé derrière la mèche de gouvernail et un autre sous le cockpit. 
Le lest est suspendu à un aileron. Le safran est suspendu et partiellement compensé. 
La voilure a un rapport standard et le bateau est maniable sous voiles et le génois peut être conservé jusqu'à force 4. Bien équilibré, sa barre est précise et le bateau est stable, mais sa gîte excessive diminue la vitesse.  
Le bateau peut être béquillé.

## Fiche technique
Longueur 6,60 m
Longueur de floraison 5,65 m
Largeur 2,46 m
Tirant d'eau 1,05 m
Lest 480 Kg
Poids à vide 1 050 kg
Grand voile 11 m²
Génois 14 m²
Foc N⁰1 8,50 m²    

## Utilisation dans une œuvre d'art
En 2007, un exemplaire est transformé par l'artiste plasticien Julien Berthier sous la forme d'un bateau qui chavire par l'avant, donnant l'illusion d'un naufrage. Il est placé dans le port du Havre dans le cadre des festivités pour les 500 ans du port, et parcourt le bassin Vauban une fois par semaine, de manière à surprendre le public. 
En septembre 2008, l'œuvre est installée et navigue dans les eaux de la Tamise près de Canary Wharf, à Londres, dans le cadre de l'exposition Drift 08. Fortuitement, sa présence à proximité du siège européen du groupe Lehman Brothers, et d'autres sièges  de grandes banques, coïncide avec la période de « naufrage » de cette entreprise et de difficultés du secteur bancaire.